# ハウスメイト
ハウスメイトグループは、アパート・マンション事業などを主に営むプロパティマネジメント会社である。東京都豊島区東池袋の「サンシャイン60」に本社を置く。高収益性プランニング（家賃設定・融資返済フォーム・品質管理）、不動産流動性の範囲（証券化・売買）を提案する株式会社ハウスメイトパートナーズ、テナントリーシングを強みとする株式会社ハウスメイトショップ、運用効率を保つための施工部門株式会社ハウスメイトワークスを主としてなる。これらの3社が、賃貸事業全般を展開している。

## 会社概要
- 株式会社ハウスメイトパートナーズ
  - 設立：1977年7月18日
  - 資本金：4億6000万円
  - 事業内容：1.賃貸建物のサブリース、運営企画2.賃貸建物の保守・メンテナンス・営繕業務3.土地、建物の資産コンサルティング4.借上社宅管理の業務代行業務5.損害保険代理業
  - 代表者：代表取締役　井関　豊
- 株式会社ハウスメイトショップ
  - 設立：1980年12月3日
  - 資本金：7875万円
  - 事業内容：1.アパート･マンション、店舗事務所、駐車場等の仲介斡旋業
  - 代表者：代表取締役　井関　豊
- 株式会社ハウスメイトワークス
  - 設立：1987年7月3日
  - 資本金：1億5000万円
  - 事業内容：1.建築工事の設計、施工および監理コンサルティング2.土木工事および外溝工事物内外および浄化槽、受水層の清掃業務3.住宅設備機器類の保守点検および取付工事
  - 代表者：代表取締役　井関　豊

## 役員
- 代表取締役会長　江連三芳
- 取締役副社長執行役員　井関学
- 取締役常務執行役員　毛利宣明

## 傘下企業
- 株式会社ヒューマンハーバー
- MISハウスメイト株式会社

## 沿革
- 1974年10月 ハウスメイトグループの前身である井関商事が営業を開始。
- 1977年 7月 株式会社ハウスメイトを東京都渋谷区に設立し、賃貸管理業を開始。
- 1978年 6月 ハウスメイト管理株式会社を設立。
- 1984年 4月 ハウスメイトサービス株式会社を横浜市戸塚区に設立し、リフォーム専門会社として営業開始。
- 1990年 4月 株式会社サンレントを東京都豊島区に設立し、管理物件の仲介専門会社として営業を開始。
- 2000年12月 株式会社ハウスメイトの本店所在地を豊島区東池袋（サンシャイン60）に移転。
- 2002年 6月 ハウスメイト管理とハウスメイトは合併して株式会社ハウスメイトパートナーズに、ハウスメイトサービスは株式会社ハウスメイトワークスに、サンレントとハウスメイトの仲介部門は事業統合して株式会社ハウスメイトショップに社名変更。
- 2005年 1月 千都防災通信株式会社をグループ傘入にいれる。
- 2006年 3月 株式会社コンストラクションマテリアルを東京都豊島区に設立。

## イメージキャラクター・CMキャラクター
- 2003年、西山繭子をイメージキャラクターにすえる。
- 2004年、春・秋には女優の片瀬那奈をイメージキャラクターにすえる。
- 2005年、春・秋には女優の小西真奈美をイメージキャラクターにすえる。
- 2005年、オーナ向けには財前直見をイメージキャラクターにすえる。
- 2006年～2007年、引き続き女優の小西真奈美をイメージキャラクターにすえる。
- 2008年、春・秋には女優の中谷美紀をイメージキャラクターにすえる。
- 2009年、春には女優の杏とマイコをイメージキャラクターにすえる。
- 2009年、冬～2010年、春には、引き続き女優の杏と、俳優の向井理をイメージキャラクターにすえる。
- 2015年、向井のほか、新木優子をCMキャラクターへ起用[1]。
- 2017年、冬から、指原莉乃をイメージキャラクターにすえる[2]。